# Nik Kapun
Nik Kapun (sinh 9 tháng 1 năm 1994) là một tiền vệ bóng đá Slovenia. Câu lạc bộ hiện tại của anh là Olimpija Ljubljana.

## Sự nghiệp quốc tế
Kapun được triệu tập lần đầu tiên vào đội tuyển Slovenia thi đấu vòng loại UEFA Euro 2016 trước Thụy Sĩ và Estonia vào tháng 9 năm 2015.